# Polytelis
Genre
Polytelis (se traduit littéralement par magnifiques) est un genre d'oiseaux de la famille des Psittacidae.

## Liste d'espèces
Selon la classification de référence du Congrès ornithologique international (version 2.8, 2011) :
- Polytelis swainsonii (Desmarest, 1826) – Perruche de Barraband
- Polytelis anthopeplus (Lear, 1831) – Perruche mélanure
- Polytelis alexandrae Gould, 1863 – Perruche d'Alexandra